# Xã Oakdale, Quận Antelope, Nebraska
Xã Oakdale (tiếng Anh: Oakdale Township) là một xã thuộc quận Antelope, tiểu bang Nebraska, Hoa Kỳ. Năm 2010, dân số của xã này là 407 người.